# Jenna Marbles
Jenna Nicole Mourey (Rochester, Nova York, 15 de setembre del 1986), més coneguda pel seu àlies Jenna Marbles, és una personalitat de YouTube estatunidenca, videobloguera, humorista i actriu. El maig del 2016, el seu canal tenia més de 16 milions de subscriptors, cosa que el feia el setè canal més subscrit de YouTube (el primer dels operats per una dona).

## Primers anys
Marbles va néixer i créixer a Rochester (Nova York), on es va graduar de la Brighton High School el 2004. Aleshores es va traslladar a Boston, on va estudiar a la Universitat de Suffolk. Allà va obtenir un Bachelor of Science en psicologia, i més endavant va estudiar a la Universitat de Boston un Master of Education en psicologia de l'esport.

## Carrera
Marbles va començar la seva carrera escrivint pel lloc web StoolLaLa, la versió femenina del blog Barstool Sports.
L'estiu del 2010, Marbles compartia un apartament de tres dormitoris a Cambridge (Massachusetts), pel qual pagava un lloguer de 800$. Els diners els aconseguia fent diverses feines, com ara fent de cambrera, treballant a un centre de bronzejat, escrivint a blogs i fent de gogó a discoteques.

### YouTube

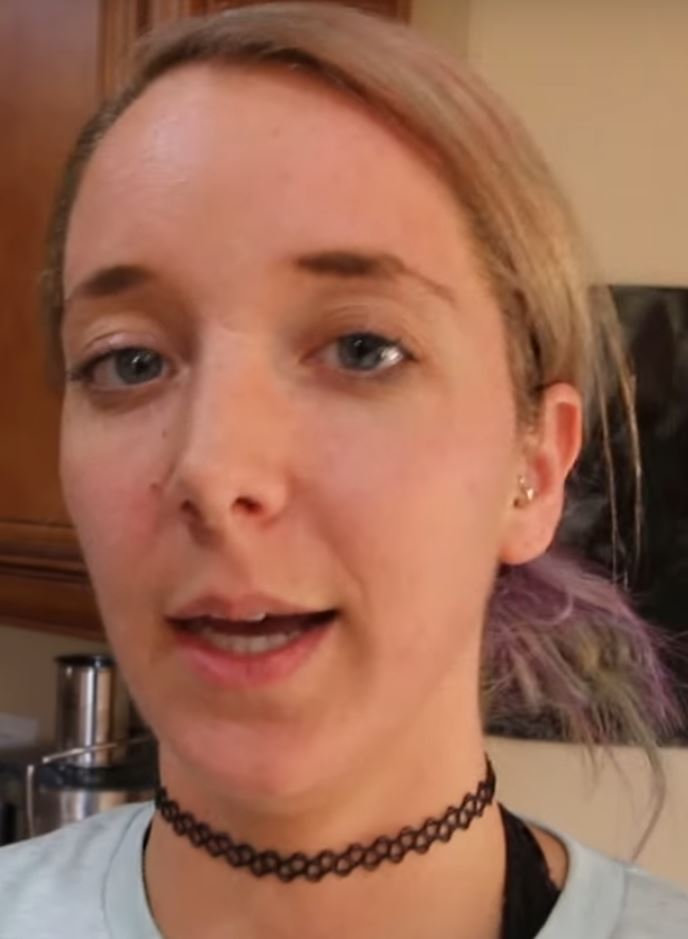
Marbles a un vídeo de Vlogbrothers, el 2016

El 2010, Marbles va publicar un vídeo titulat "How To Trick People Into Thinking You're Good Looking" ("Com fer que la gent pensi que ets guapa"), que es va visualitzar més de 5,3 milions de vegades durant la seva primera setmana. El seu altre vídeo "How To Avoid Talking To People You Don't Want To Talk To" ("Com evitar parlar amb gent amb qui no vols parlar") el van esmentar en articles de The New York Times i ABC News l'agost del 2011. Al vídeo, hi deia: "Estic ben farta dels nois que pensen que, només perquè m'hagi presentat a una discoteca, un ball o un bar, ja vull tenir els seus genitals tocant-me per darrere". Al desembre del 2016, el vídeo tenia uns 35 milions de visualitzacions.
Jenna puja un nou vídeo al seu canal de YouTube cada dimecres o dijous. El canvi del seu cognom a "Marbles" prové de la queixa que li va fer la seva mare, que quan buscava a Google el seu cognom legal, "Mourey", només obtenia els vídeos de Jenna, cosa que temia que fos perjudicial per trobar feina, ja que aleshores estava a l'atur. Jenna va escollir "Marbles" pel nom del seu gos, "Mr. Marbles".
Marbles va aparèixer com a Eva a la segona temporada de Epic Rap Battles of History (episodi 13, "Adam vs. Eve"). Va interpretar un plàtan a l'episodi "Fake n' Bacon" de The Annoying Orange. Va fer de Miley Cyrus en un segment del YouTube Rewind 2013 que estava inspirat en el videoclip de "Wrecking Ball". El 30 de gener, va aparèixer a la quarta temporada de la sèrie de televisió Ridiculousness. També va aparèixer com a ella mateixa a Smosh: The Movie.
Marbles ha professionalitzat les seves relacions comercials expandint el seu negoci i introduint-hi persones perquè l'ajudin, com ara un assistent personal, un gerent i una directora general (la seva mare).

### Altres projectes
Va llançar Kermie Worm & Mr. Marbles, una marca de joguines per gossos en què l'aspecte es basa en els seus propis gossos. També va crear objectes amb textos que fan referència a les seves cites més famoses (per exemple, "what are this").
A més, Marbles presenta setmanalment un compte enrere d'èxits pop anomenat "YouTube 15" a l'emissora SiriusXM Hits 1.
El 2016, Marbles va ser productora executiva de Maximum Ride, una pel·lícula basada en la sèrie de novel·les homònimes de James Patterson.